# Argumento do terceiro homem
O argumento do terceiro homem é um argumento que foi utilizado por Aristóteles para criticar a Teoria das ideias de Platão.  Esta teoria postula que, se um conjunto de coisas possui uma qualidade comum, isso é porque participam de uma mesma Forma (F1) que contém a essência de dita qualidade (ver metéxis). 
O argumento do terceiro homem mostra que, se aceitarmos essa teoria, deveríamos também postular uma nova Forma (F2), de maneira a que, participem nela, a primeira Forma e as coisas que se assemelham entre si numa qualidade; então, por sua vez, teríamos que postular uma terceira Forma (F3) em que participariam todas as coisas anteriores e a segunda Forma (F2), e assim ad infinitum. Desse modo, a teoria das Formas se revela como contraditória.
Quem expôs primeiro este argumento contra a teoria das Formas foi o próprio Platão, no seu diálogo Parménides, 132a, em que põe na boca do célebre pensador pré-socrático Parménides de Eleia o argumento regressivo, que mostra que, se as coisas grandes são grandes por participarem de uma Forma de grandeza, sería necessário postular uma nova Forma de grandeza que abarque tanto as coisas grandes como a primeira Forma postulada. O argumento aparece aplicado à Forma de homem pela primera vez na Metafísica de Aristóteles 990b17 e 10509b, da qual recebe o seu nome definitivo, "terceiro homem" (τρίτον ἄνθρωπον).

### Estudos críticos
- Vlastos, G., "The Third Man Argument in the Parmenides", en: The Philosophical Review, Vol. 63, n.º 3 (julio de 1954), pp. 319-349
- Sellars, W., "Vlastos and the Third Man", en: The Philosophical Review, Vol. 64, n.º 3 (julio de 1955), pp. 405-437